# 京福電気鉄道ホデハ1001形電車
京福電気鉄道モハ1001形（けいふくでんきてつどうモハ1001がた）は、京福電気鉄道福井支社（福井鉄道部）がかつて所有していた電車。製造当初はホデハ1001形と言う形式名だった。この項目では、1981年に阪神5101形の車体とモハ1001形の部品を組み合わせたモハ1101形およびえちぜん鉄道継承後のMC1101形についても解説する。

## 概要・運用

### 京福電気鉄道時代

#### ホデハ1001形（モハ1001形）
1948年6月28日に発生した福井地震によって生じた車両不足を補うために製造された、京福電気鉄道の自社発注車。私鉄郊外電車設計要項に基づき製造された名古屋鉄道3800系電車に類似した車体だが、3800系と異なり車体の両端に運転台を有していた。全長17,800mmの車体は導入当時の京福電気鉄道では最も大型だった他、自動扉やリベットレス車体など製造当時の最新技術が多数導入された。前面には貫通扉を有していたが幌は設置されておらず、営業運転時も車両間の行き来に用いられる事はなかった。
1949年7月に3両（ホデハ1001-ホデハ1003）が製造され、形式名がモハ1001形（モハ1001-1003）に変更されて以降も主力として活躍していたが、老朽化が進んだ事で1980年1月8日にモハ1003が廃車された。残る2両についてもモハ1002が翌1981年に事故により破損し、同年にモハ1001と共に廃車。台車、主電動機、主制御器、連結器はモハ1101形へ継承された。

#### モハ1101形
上記のモハ1001・モハ1002の部品と、ジェットカーの愛称で呼ばれていた阪神5101形（5108・5109）の車体を組み合わせて製造された形式。名義上は1981年製の新造車両扱いであった。元の車両は片側3扉であったが導入に先駆け武庫川車両工業で中央扉が塞がれ窓が設置されている。導入当時の京福電気鉄道福井支社の路線は単行運転（1両編成）が主体となっており、両運転台の阪神5101形は最適であったとされる。
1988年にワンマン改造を受けた後、1998年には直流1,500Vへの昇圧に伴い廃車となった豊橋鉄道1900系電車の台車や冷房装置を用いた新性能化（カルダン駆動方式化）および冷房化が実施された。以降も福井鉄道部の主力として活躍したが、モハ1101は2000年12月17日に発生した京福電気鉄道越前本線列車衝突事故によって大破し、後述のえちぜん鉄道へ受け継がれる事なく廃車された。

### えちぜん鉄道時代
上記に続き2001年にも起きた列車衝突事故により列車運行が停止し2001年10月に廃止届が提出された福井鉄道部の路線は、福井市や勝山市などが出資する第三セクター鉄道であるえちぜん鉄道へ継承され、廃止された永平寺線を除き2003年7月19日から順次営業運転を再開した。その際にモハ1001形についても形式名をMC1101形と改め、MC1102のみがえちぜん鉄道に継承されたが、JR東海から譲渡されたMC7000形への置き換えにより2014年10月26日をもって運行を終了した。

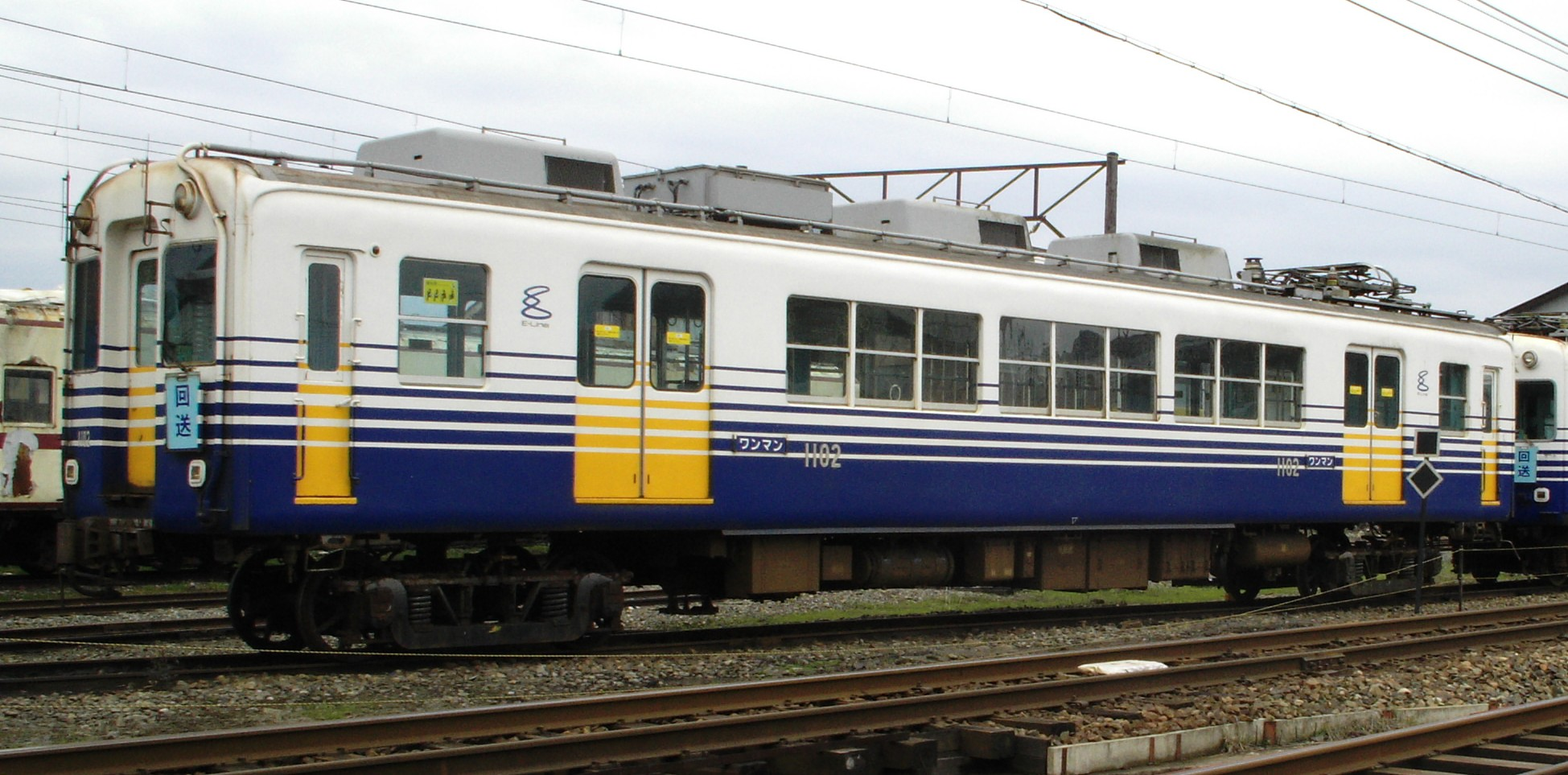
えちぜん鉄道設立後はMC1102に改称された。